# State of the Ark
State of The Ark è il terzo album del gruppo svedese The Ark.
Dopo due anni di silenzio nei confronti dell'album precedente (In Lust We Trust), la squadra di Ola Salo decide di tornare negli studi di registrazione per inserire modifiche nel loro stile musicale, lasciando immutati i testi delle canzoni.
Sono stati estratti tre singoli: "One of Us Is Gonna Die Young", "Clamour for Glamour" e "Trust Is Shareware".

## Tracce
1. This Piece of Poetry Is Meant to Do Harm – 3:27
2. Rock City Wankers – 4:10
3. Clamour for Glamour – 3:09
4. One of Us Is Gonna Die Young – 3:28
5. Let Me Down Gently – 2:55
6. Hey Kwanongoma! – 4:48
7. The Others – 3:27
8. Girl You're Gonna Get 'Em (Real Soon) – 3:27
9. Deliver Us from Free Will – 5:06
10. No End – 3:24
11. Trust Is Shareware – 4:25